# Birtley
Birtley är en ort och civil parish i Storbritannien.   Den ligger i grevskapet och kommunen Northumberland i riksdelen England, i den centrala delen av landet, 400 km norr om huvudstaden London. Birtley ligger 168 meter över havet och antalet invånare är 172.
Terrängen runt Birtley är varierad. Runt Birtley är det ganska glesbefolkat, med 26 invånare per kvadratkilometer. Närmaste större samhälle är Hexham, 13,6 km söder om Birtley. Trakten runt Birtley består i huvudsak av gräsmarker.